# Valentine Prucker
Valentine Prucker (* 13. März 1989 in Bozen, Südtirol) ist eine ehemalige italienische Skispringerin.

## Werdegang
Valentine Prucker, deren Großonkel Alfred Prucker dreimaliger Olympiateilnehmer war, begann im Alter von 13 Jahren mit dem Skispringen und startete schon ein Jahr später international bei FIS-Wettbewerben. Sie debütierte im August 2003 in Bischofshofen beim Springen auf der K70-Schanze auf Rang 37. Der erste Einsatz beim Skisprung-Continental-Cup folgte in der Saison 2004/05 in Park City, wo sie einen 17. und einen Tag später den 13. Rang erreichte. Dies blieb bis 2008 ihr bestes Ergebnis im Ladies-COC. In ihrer Debütsaison sprang sie noch zweimal unter die besten Zwanzig. In den darauffolgenden Jahren platzierte sie sich meist um Platz 30, ein 24. Platz im Jahr 2006 war in der Zeit bis 2008 ihr bestes Ergebnis. 2004 und 2006 belegte sie jeweils den dritten Platz bei den italienischen Meisterschaften. Seit Februar 2008 ist sie nicht mehr international angetreten.
Valentine Prucker wohnt in St. Ulrich in Gröden.

## Erfolge

### Continental-Cup-Platzierungen
| Saison  | Platz | Punkte |
| ------- | ----- | ------ |
| 2004/05 | 27.   | 48     |
| 2005/06 | 43.   | 22     |